# Шантоя, Лазер
Лазер Шантоя (алб. Lazër Shantoja; 7 июля 1891, Шкодер — 5 марта 1945, Тирана) — албанский публицист, поэт, сатирик и переводчик на албанский язык трудов Гёте, Шиллера и Леопарди, а также первый эсперантист в истории своей страны. Он был одним из первых католических священников, арестованных коммунистическим режимом Албании, и первым расстрелянным албанским священником. Лазер Шантоя был причислен к лику блаженных Католической церковью как мученик в 2016 году, будучи одним из 38 Мучеников Албании.

## Биография
Лазер Шантоя родился 7 июля 1891 года (хотя некоторые биографы упоминают также и 2 сентября 1892 года как день его рождения) в Шкодере, располагавшемся тогда в одноимённом вилайете Османской империи, в семье Келя Шантои и Луче Блиништи. В своей рукописи «Шантояна — история семьи Шантоя» он писал, что его семья происходит из поселения Вьерда-э-Вьетер (алб. Vjerdha e Vjetër), находящегося недалеко от Ррагама в области Шкодера. Шантоя учился в начальной и средней школе в Албанской папской семинарии в Шкодере, а затем, в течение 1912—1914 годов, жил в Инсбруке (Австро-Венгрия), где продолжил изучать теологию. Его австрийские профессора написали в его дипломе, что он был «очень талантливым» семинаристом.
В 1914 году Шантоя впервые посетил Вену, а 29 мая 1915 года был рукоположен в сан священника. Он начал писать стихи на албанском, итальянском, немецком и эсперанто, а также переводить на албанский. С 1917 года Шантоя служил приходским священником в деревнях Пулай, Бельтойе, Велипойе, Ррьол, а также в Шельди, где открыл первую школу села на албанском языке. В 1922 году он стал секретарём Лазера Мьеды, архиепископа Шкодера. В этом качестве 17 апреля 1923 года он встречался в Вене с федеральным канцлером Австрии Игнацем Зейпелем.
Когда священник Антон Харапи начал издавать католическое периодическое издание «Судьба горцев» (алб. Ora e Maleve), Шантоя и Луидь Гуракучи были его первыми соавторами в написании статей для журнала. Харапи позднее написал, что отец Шантоя был единственным, кто помогал писать для журнала. В мае 1924 года Шантоя уволился из издательства «Судьба горцев». Шантоя поддерживал Общество за единство албанского языка, и во время похорон патриота Авни Рустеми, убитого сторонником монархии, он был одним из тех, кто произнёс там речь. Он был одним из вдохновителей и организаторов Июньской революции, крестьянского восстания. В декабре 1924 года Ахмет Зогу вернул себе власть в Албании, а спустя месяц Шантоя как один из участников восстания был арестован. После нескольких месяцев в заключении он был помилован и перебрался в Югославию. 2 октября 1925 года, проживая в Белграде, он написал трогательную статью в журнале «Национальная свобода» (алб. Liria Kombëtare) о неожиданном убийстве Луидя Гуракучи. 1 сентября 1926 года в Цетине Шантоя произнёс речь на похоронах капитана Марка Раки, погибшего при загадочных обстоятельствах в дорожно-транспортном происшествии.
В 1928 году Шантоя уехал из Югославии в Вену, где основал периодическое издание «Судьба Албании» (алб. Ora e Shqipnisë), которое финансировалось Хасаном Приштиной, политиком и противником Ахмета Зогу. Позднее Шантоя уехал в Швейцарию, где служил приходским священником в Биле, а затем в Ла-Мотте в кантоне Во, где оставался до 1939 года, также воспользовавшись возможностью улучшить свой французский язык.
Сразу после итальянского вторжения в Албанию Шантоя вернулся в Албанию и отслужил мессу в соборе Святого Стефана в Шкодере. 28 сентября 1939 года он выступил с речью по случаю принятия нового фашистского флага Албании и в том же году вместе с матерью переехал в Тирану. 12 марта 1940 года Шантоя посетил Неаполь, а затем Египет, где встретился с местной албанской общиной и произнёс там несколько речей, которые побудили к созданию в Каире и Александрии первых албанских фашистских ячеек. 8 ноября 1940 года журнал «Tomorri» опубликовал статью о встрече в Шкодере, где Шантоя произнёс воодушевляющую речь.
В 1941 году вместе с Эрнестом Колики, Мустафой Мерликой-Круей, Джузеппе Валентини, Карлом Гуракуки, Джеватом Кортшей и другими Лазер Шантоя был одним из основателей Института наук Албании, предшественника Академии наук Албании. Он поддерживал правительство Мустафы Круи, видя в нём последователя политических идей Гуракуки. В 1943 году Шантоя участвовал в похоронах Ндока Гелоши в Тиране, убитого коммунистами. После капитуляции Италии в сентябре 1943 года Шантоя ушёл из политики.
Шантоя скрывался от преследования коммунистического режима в горах Шельди, но во второй половине декабря 1944 года был обнаружен там коммунистическими агентами и арестован. 29 января 1945 года государственный прокурор Йонуз Мерсини обвинил его в совершении военного преступления, Шантоя считал себя невиновным. В тюрьме его пытали, ломали кости рук и ног так, что он мог передвигаться только на локтях и коленях. Архиепископ Зеф Симони в своих воспоминаниях писал, что, кроме перелома костей, пытки включали в себя сдирание кожи с ног раскалёнными железными прутьями и посыпание соли на голую плоть. Мать Шантойи умоляла тюремных надзирателей убить его, чтобы положить конец его страданиям.
31 января 1945 Шантоя был приговорён к смерти военным судом. 2 февраля 1945 года Центральный следственный комитет по военным преступникам во главе с Юсуфом Алибали рекомендовал отменить решение военного суда Шкодера. 9 февраля 1945 года Высший военный суд Тираны отверг это предложение. Расстрел состоялся 5 марта 1945 года на окраине Тираны. Энвер Ходжа лично присутствовал на казни Шантои.

## Работы
Работы Шантои включают в себя статьи на темы науки и культуры, а также сатирические произведения. Он также писал стихи и переводил многих неалбанских поэтов. Полное собрание работ Лазера Шантои было издано под редакцией Арбена Марку в 2005 году. Колики считал Шантою хорошим прозаиком, похожим по стилю и элегантности на Фаика Коницу.

### Публицистика
Шантоя считается первым в истории албанским эсперантистом по мнению Цука Симони, переводчика Пиноккио на албанский язык, а также известного эсперантиста. В 1914 году во втором номере журнала «Esperanto» вышла статья Шантои на эсперанто «La albana lingue».
Шантоя опубликовал в 1919 году сборник народных сказок «Për natë kazanash». В 1922 году вышло его исследование «Женщина» (алб. Grueja), а в 1927 году его монолог «Рыба в воде и кастрюля на плите» (алб. Peshku në det e tava në zjarm) был поставлен художественным объединением «Богдани».
Он сотрудничал со многими журналами, такими как «Посланник Святого Сердца» (алб. Lajmtari i zemrës s'Jezu Krishtit) и «Календарь благочестивых работ» (алб. Kalendari i Veprës Pijore). Позднее он стал одним из самых ярких авторов, а также главным редактором «Судьба горцев» (алб. Ora e Maleve). Будучи эмигрантом Шантоя сотрудничал с «Национальной свободой» (алб. Liria Kombëtare), издававшейся в Женеве, а в 1928 году с помощью Хасана Приштины он начал издавать свой периодический журнал «Судьба Албании» (алб. Ora e Shqipnisë), как продолжение «Судьбы горцев». Кроме того, Шантоя сотрудничал с другими журналами, такими как «Illyria», «Cirka», «LEKA», «Kumbona e së diellës» и «Shkëndija».
22 декабря 1915 года Шантоя опубликовал свою поэму «Çinarët», а также произведения «Священник гор» (алб. Prifti i malsisë), «Песня мира» (алб. Kanga e Paqes) и «Хасан Рыза-паша» (алб. Hasan Riza Pasha). В 1927 году он написал короткую драматическую поэму «Собрание мучеников» (алб. Kuvendi i dëshmorve), а в 1934 году вышел сборник его стихов «Всего один поцелуй» (алб. Për një puthje të vetme).

### Переводы
В 1915 году, будучи студентом духовной семинарии, Шантоя перевёл стихотворение Генриха Гейне «Богомольцы в Кевларе» на албанский язык. Позднее он занимался переводами произведений Оскара Уайльда, Шиллера, Йенса Йёргенсена, Альфреда де Мюссе, Вебера, Иммермана, Джузеппе Фонтанелли, Джакомо Леопарди и Габриеле Д’Аннунцио.
В 1938 году вышел его перевод поэмы Гёте «Герман и Доротея» в журнале Leka, а в 1940 году перевод первой части «Фауста» в журнале «Shkëndija», которая в 1944 году была переиздана в Hylli i Dritës.